# Walter Schmidt (músico)
Walter Schmidt Ballardo (Texcoco, 10 de agosto de 1953) es un músico, multiinstrumentista, compositor y periodista mexicano. Fundador de las bandas Decibel, Size y Casino Shanghai.

## Trayectoria
Creció en la Colonia Del Valle de la Ciudad de México. Se interesó en la música en la juventud, asistiendo a clases de guitarra y flauta en la tienda musical Sala Chopin, mismas que abandonó por no ser adecuadas a su estilo. Le fue regalada una flauta, misma que cambió por un bajo eléctrico.Schmidt frecuentaba sitios en la Ciudad de México como la tienda de discos Hip 70 en donde conoció a otras personas interesadas en la música como Carlos Robledo en 1972. Inició en la música con Magic Anvil, un grupo de cóvers junto a Humberto Álvarez y Federico Luna. Cofundó en 1974 el grupo de rock progresivo y experimentación Decibel junto a Carlos Robledo, agrupación que permaneció activa hasta 1979. Tras la disolución de Decibel, en 1979 participó en la formación de la banda de pust punk y new wave Size bajo el pseudónimo Dennis Sanborns. Entre 1985 y 1986 fue parte de Casino Shanghai. Schmidt interpreta el bajo eléctrico, la guitarra, la flauta, el violonchelo, el saxofón, diversos sintetizadores y teclados así como la voz.
Como periodista musical está activo desde 1972 cuando inició en la revista La edad del rock y en ese quehacer colaboró en publicaciones como Conecte, Pop, México Canta, La Edad del Rock, Rock Póster y Rolling Stone. Como productor radiofónico ha trabajado en estaciones como Radio Educación —en donde sostuvo el programa «Música marginal» por doce años— Radio UNAM —en donde programó «Rock marginal» de 1981 a 1991— y Estéreo Joven (hoy Reactor) del Instituto Mexicano de la Radio.
Tanto en su labor musical como en su quehacer en medios de comunicación, Schmidt ha trabajado por la difusión de música experimental, no convencional y por poner a la escucha de los grandes públicos los géneros y los movimientos de vanguardia en ese momento en el mundo tales como el rock progresivo y el rock en oposición.

## Discografía

### Con Decibel
- El poeta del ruido (Orfeón/MIO, 1979)

### Con Size
- El diablo en el cuerpo / La cabellera de Berenice (1984)
- Nadie puede vivir con un monstruo (reedición en Bandcamp, 2018)

### Casino Shanghai
- Film (Comrock, 1985)

### Solista
- Bosques de niebla (Discos Abronia, 2000)
- The wooden soldier and the China doll (Discos Abronia, 2001)
- Ríos de sangre (Luna negra, 2005)
- Clásicos (Discos Abronia, 2018)